# Grosdemange

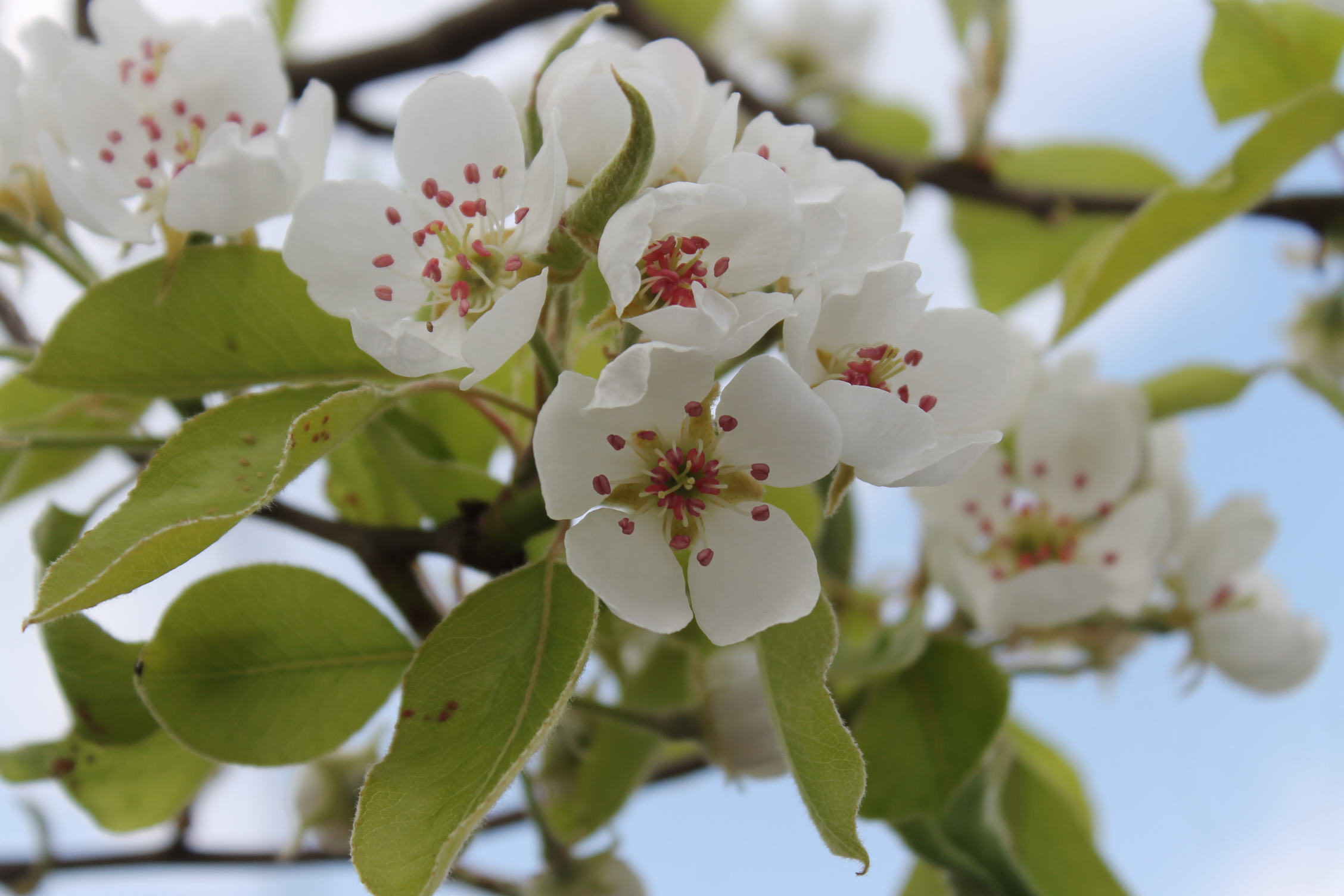

Grosdemange (Pyrus communis 'Grosdemange') nebo také Čistecká banánová je ovocný strom, kultivar druhu hrušeň obecná z čeledi růžovitých. Plody jsou řazeny mezi odrůdy zimních hrušek, sklízí se v říjnu, dozrává v prosinci, skladovatelné jsou do ledna.

## Historie

### Původ
Byla vyšlechtěna ve Francie v roce 1905, ve školce Charles Baltet v Troyes.

## Vlastnosti
Odrůda je cizosprašná. Vhodnými opylovači jsou odrůdy Boscova lahvice, Konference, Madame Verté. Je dobrým opylovačem.

### Růst
Růst odrůdy je středně bujný později slabý. Habitus koruny je pyramidální.

## Plodnost
Plodí časně, hojně a pravidelně.

## Plod
Plod je lahvicovitý, střední. Slupka suchá, šedozelená, později žlutě zbarvená, někdy s líčkem, rzivá. Dužnina je bělavá, jemná, se sladce navinulou chutí, dobrá. V horších podmínkách se chuť horší.

## Choroby a škůdci
Odrůda je považována za středně odolnou proti strupovitosti ale i proti rzivosti.Je dosti odolná proti mrazu. Stejně jako ostatní odrůdy není odolná proti spále.

## Použití
Je vhodná ke skladování a přímému konzumu. Odrůdu lze použít do středních a teplých poloh s dostatkem vláhy a do propustných půd.